# Sarmada
Sarmada (tiếng Ả Rập: سرمدا) là một thị trấn thuộc quận Harem, tỉnh Idlib của Syria. Nó nằm ở cực tây bắc của Syria gần biên giới với Thổ Nhĩ Kỳ.
Một nhà thờ đã được thánh hiến ở Sarmada bởi Patriarch Elias of Antioch vào năm 722 sau Công nguyên. Đây cũng là nơi diễn ra Trận Sarmada giữa Công quốc Antioch và Artuqids vào ngày 28 tháng 6 năm 1119.

## Cột Sarmada
Thị trấn được phân biệt bởi lăng mộ Alexandras của La Mã, có niên đại từ thế kỷ thứ hai. Ngôi mộ có hình chữ nhật và hỗ trợ hai cột, bao gồm mười ba viên đá hình cầu, được nối với nhau tại trụ thứ mười bằng một mảnh nằm ngang với một số vốn ở trên cùng.

## Tu viện Saint Daniel, Breij, Hisn ad-Dair, lâu đài thập tự chinh
Tu viện Saint Daniel, Syria (còn được gọi là Breij hoặc Braij hoặc al-Breij) tọa lạc 2   km về phía tây của thị trấn, nằm ở một vị trí sườn đồi cách đường khoảng 400 mét. Tu viện có niên đại từ thế kỷ thứ 6 CE trong giai đoạn tu viện sau đó của Thành phố chết.
Một tu viện có tên là Hisn ad-Dair gần Sarmada đã được trao cho Alan của Gael bởi Baldwin II của Jerusalem vào năm 1121 sau Công nguyên, khi nó được mô tả là một tu viện kiên cố. Ngoài ra còn có đề cập đến một lâu đài với ba tháp canh trong khu vực.

## Đền thờ La Mã
Thêm 4 km dọc theo con đường hướng tới Baqirha là một ngôi đền La Mã dành riêng cho thần Zeus. Bằng chứng biểu sinh đã được tìm thấy có niên đại cấu trúc c. 169 CE. Ngôi đền có một cổng và hầm lớn, cùng với một cột còn sót lại, nơi từng là một cổng bốn cột.